# Джо, прекрасная ирландка

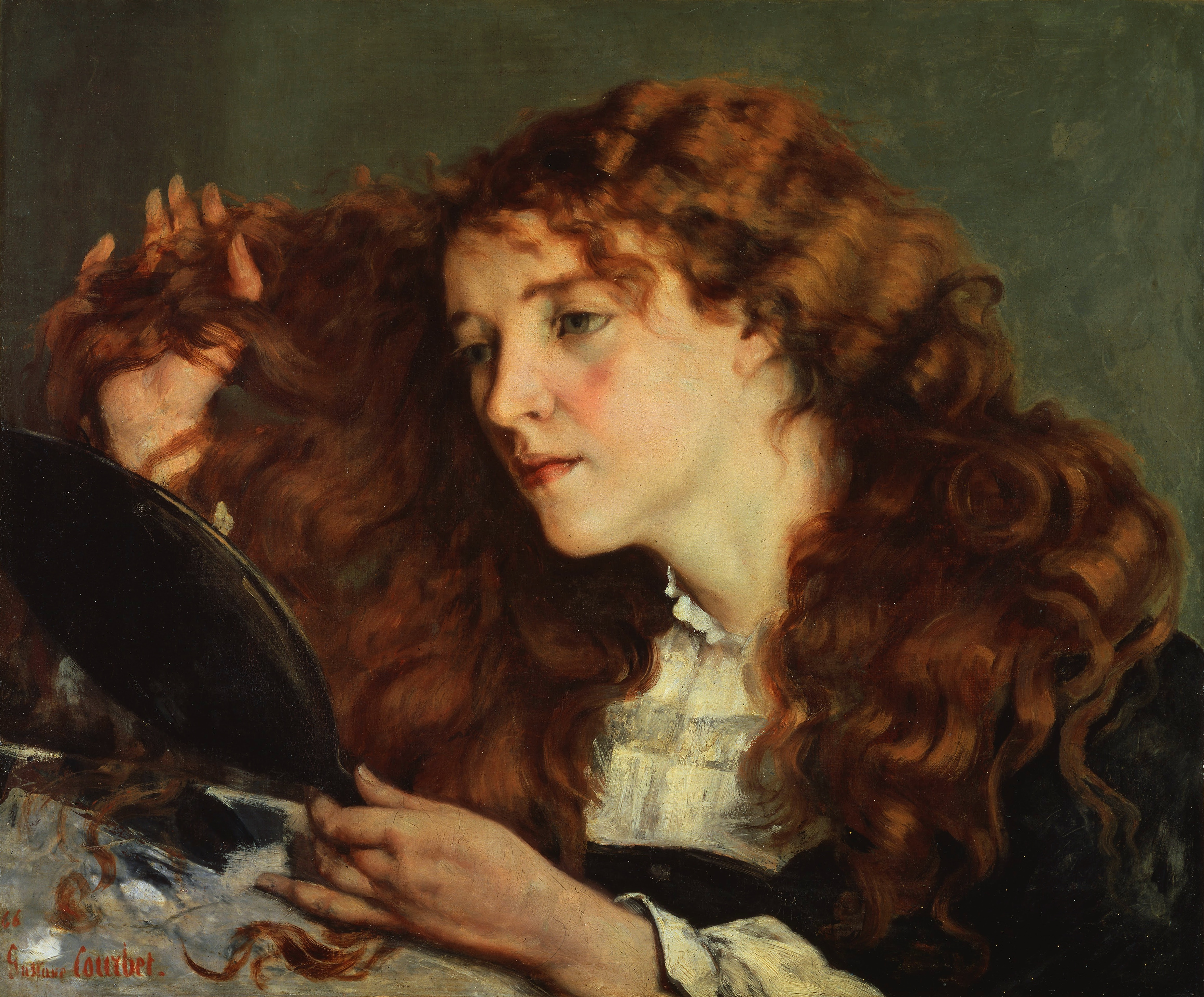
Стокгольмская версия

Джо, прекрасная ирландка (фр. Jo, la belle irlandaise) — серия из четырёх портретов французского художника Гюстава Курбе. На всех портретах изображена рыжеволосая ирландская натурщица Джоанна Хиффернан (ок. 1843 — ок. 1905), смотрящая в зеркало. Работы имеют небольшие различия в деталях и размерах, но их точная хронология неизвестна. Сейчас они находятся в Национальном музее Швеции, Метрополитен-музее, Музее Нельсона-Аткинса и в частной коллекции.

## История
Прозвище в названии указывает на близкую дружбу между художником и его моделью и упоминание имени модели является необычным для женских портретов. Работы, вероятно, были написаны в Трувиле, где художник находился с августа по ноябрь 1865 года, рисуя морские пейзажи с Уистлером и Джоанной. 17 ноября, ближе к концу своего пребывания, он написал родителям, что «прекрасно себя чувствовал» и сказал им, что он «ученик» Уистлера.
Уистлер нарисовал портрет „Курбе у реки“ (другое название „Мой дорогой Курбе“) во время пребывания последнего у него.
Курбе уже рисовал серию картин женщин, смотрящих в зеркала в 1860 году — которая была положительно встречена публикой и выставлялась в Брюсселе. Самая известная из этой серии «Женщина с зеркалом» была написана в Орнане зимой 1859—1860 годов и сейчас находится в Базельском музее — на ней изображена брюнетка с зеркалом (почти так же, как на картине Джо) и с выдающимся декольте.

## Четыре версии
| Образ | Размеры (см) | Коллекция                       | Город       | Инв. №      | Предыдущая коллекция / продажа                                    |
| ----- | ------------ | ------------------------------- | ----------- | ----------- | ----------------------------------------------------------------- |
|       | 55,9 × 66    | Метрополитен-музей              | Нью-Йорк    | 29.100.63   | Коллекция Х. О. Хавемейера (1929)                                 |
|       | 54 × 65      | Национальный музей Швеции       | Стокгольм   | NM 2543     | Поступил в коллекцию в 1926 году                                  |
|       | 54,31 × 63,5 | Музей искусств Нельсона-Аткинса | Канзас-Сити | 32-30       | Скотт и Фаулз продажа, Нью-Йорк (1932)                            |
|       | неизвестный  | Частная коллекция               | Цюрих       | неизвестный | Продажа Rolf & Margit Weinberg, Sotheby’s, Нью-Йорк (май 1998 г.) |